# Ichneumon observandus
Ichneumon observandus là một loài tò vò trong họ Ichneumonidae.